# Syrtis Hill
Syrtis Hill är en kulle i Antarktis. Den ligger i Västantarktis. Argentina, Chile och Storbritannien gör anspråk på området. Toppen på Syrtis Hill är 500 meter över havet.
Terrängen runt Syrtis Hill är huvudsakligen kuperad, men åt nordväst är den platt. Trakten är obefolkad. Det finns inga samhällen i närheten. 